# Ernst Lemmer

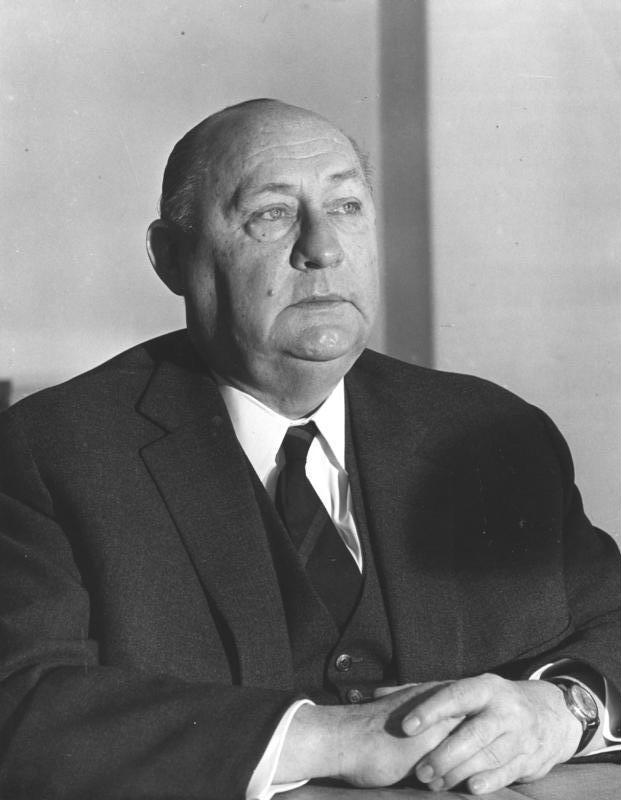
Ernst Lemmer 1962

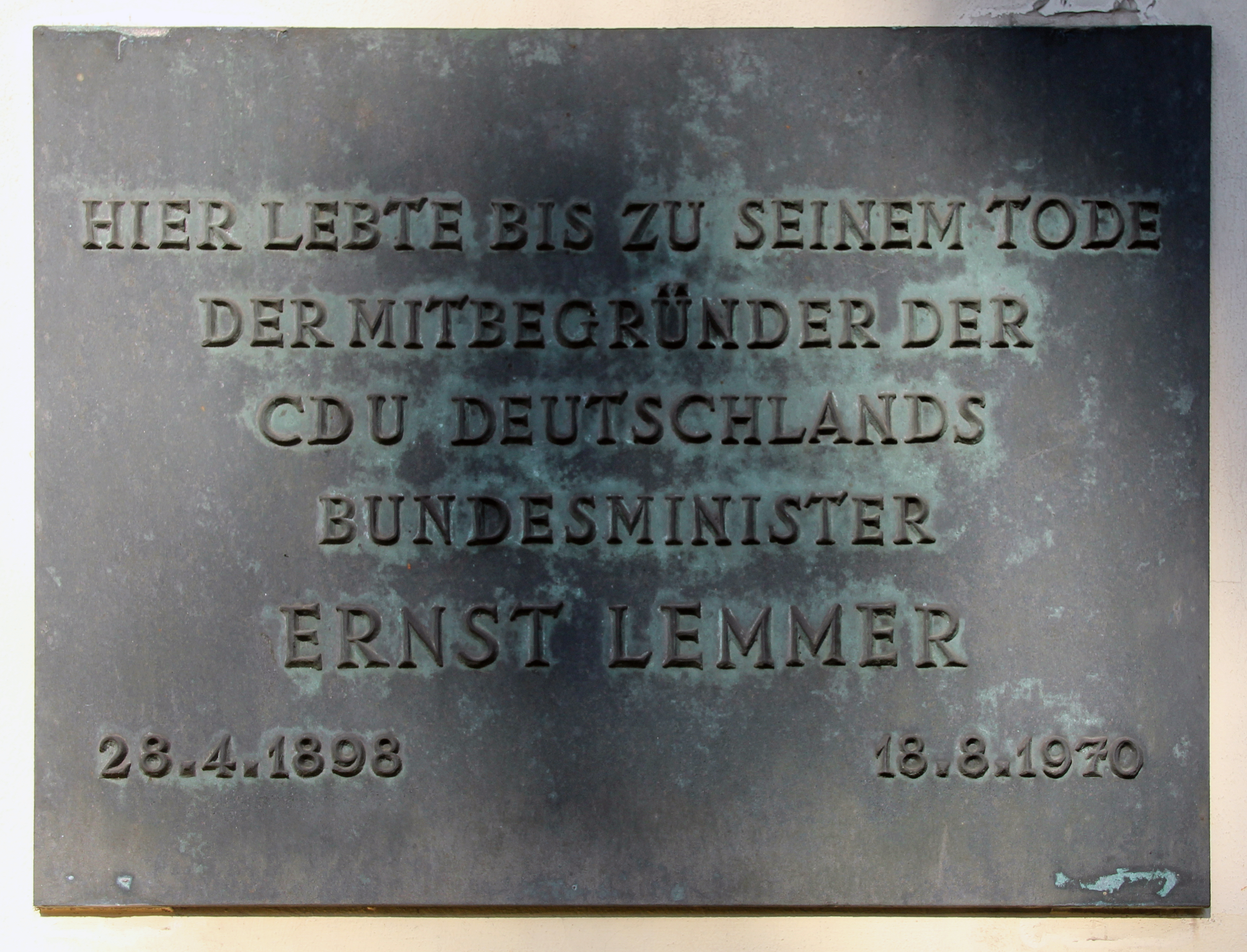
Gedenktafel an seinem ehemaligen Wohnort, Schützallee 135, in Berlin-Zehlendorf

Ernst Lemmer (* 28. April 1898 in Remscheid; † 18. August 1970 in West-Berlin) war ein deutscher Journalist und Politiker (DDP bzw. DStP, später CDU). Er war von 1956 bis 1957 Bundesminister für das Post- und Fernmeldewesen, von 1957 bis 1962 Bundesminister für gesamtdeutsche Fragen sowie von 1964 bis 1965 Bundesminister für Vertriebene, Flüchtlinge und Kriegsgeschädigte.

## Leben
Lemmer wurde als Sohn des Bauunternehmers und Architekten Ernst Lemmer geboren. Er besuchte das Realgymnasium in Remscheid, wo er 1914 auch das Abitur („Notabitur“) ablegte. Mit 16 Jahren trat er 1914 als Kriegsfreiwilliger in die Armee ein und nahm am Ersten Weltkrieg teil. Hoch dekoriert schied er als Leutnant aus.
Von 1919 bis 1923 studierte er an der Universität Marburg und der Universität Frankfurt am Main Theologie, Geschichte und Nationalökonomie. In Marburg wurde er Mitglied der Leipziger Alsatia im Burschenbunds-Convent. Er opponierte gegen den antidemokratisch eingestellten Marburger Professor Ludwig Traeger und griff diesen auf dem Reichsparteitag der DDP am 22. Juli 1919 in einer Rede als den „reaktionärsten Professor der Marburger Universität“ an, worauf ihm der Rektor Wilhelm Busch das Consilium abeundi androhte. Der preußische Wissenschaftsminister Konrad Haenisch (MSPD) setzte sich nach Bekanntwerden der Ereignisse für Lemmer ein und erreichte die Aufhebung der Universitätsstrafen. Die Mehrheit der hauptsächlich in Korporationen organisierten und „schwarz-weiß-rot“ gesinnten Studenten hatte er sich aber zum Feind gemacht. Der Marburger Korporationsausschuss ließ am Schwarzen Brett der Universität erklären, dass über Lemmer, der mehrere Säbelforderungen abgelehnt hatte, der Waffenverruf verhängt und ihm die Satisfaktionsfähigkeit abgesprochen worden sei.
Von April 1922 bis zur Zerschlagung der Gewerkschaften im Mai 1933 war er Generalsekretär des Gewerkschaftsringes deutscher Arbeiter-, Angestellten- und Beamtenverbände, des Dachverbandes der liberalen Hirsch-Dunckerschen Gewerkvereine.
Von 1923 bis 1930 war Lemmer Vorsitzender des Reichsbunds der Deutschen Demokratischen Jugendvereine, der sich unter seiner Führung 1928 in Reichsbund der Deutschen Jungdemokraten umbenannte. 1929 gehörte Lemmer als Vertreter der Deutschen Demokratischen Partei dem Bundesvorstand der demokratischen Wehrorganisation Reichsbanner Schwarz-Rot-Gold an. Er trieb zusammen mit dem Vorsitzenden der DDP, Koch-Weser, die Vereinigung der DDP mit der Volksnationalen Reichsvereinigung zur Reichstagswahl 1930 voran, zu der man mit einer gemeinsamen Liste unter dem Namen Deutsche Staatspartei antrat. Die Volksnationale Reichsvereinigung war aus dem Jungdeutschen Orden heraus gegründet worden, einer nationalliberalen, hierarchisch organisierten und teilweise antisemitischen Organisation. Wenn die angestrebte Fusion der Parteien auch scheiterte, so änderte die DDP ihren Namen doch in Deutsche Staatspartei. Viele Jungdemokraten wechselten daraufhin zur neu gegründeten Radikaldemokratische Partei, wodurch der Reichsbund der Deutschen Jungdemokraten effektiv gespalten wurde.
Während seines Studiums arbeitete er als Freiwilliger für die Frankfurter Zeitung, ab 1922 dann für verschiedene Berliner Zeitungen, unter anderem für das Berliner Tageblatt. 1933 wurde er wegen seiner linksliberalen Überzeugung aus dem Reichsverband der Deutschen Presse ausgeschlossen, konnte danach nicht mehr für deutsche Zeitungen arbeiten. Er wurde Korrespondent der Neuen Zürcher Zeitung (NZZ) und von 1938 bis 1944 Berichterstatter des Pester Lloyd in Berlin. Als NZZ-Korrespondent reiste er häufig zu Redaktionsgesprächen in die Schweiz. Daneben hatte er in Berlin regelmäßigen Kontakt mit dem Schweizer Militärattaché Peter Burckhardt. In einem CIA-Report wird er zu den Hauptinformanten von Georges Blun gezählt und damit zu dem nachrichtendienstlichen Netz der Roten Drei. Lemmer leitete Informationen über den Holocaust ins Ausland weiter. Historiker fanden Belege dafür, dass dies mit Billigung von Joseph Goebbels erfolgte. Der Historiker Norman Domeier fasst seine Erkenntnisse zu Lemmer wie folgt zusammen: „Nach Ernst Lemmer sollten keine Straßen und Institute mehr heißen. Auch die CDU sollte das Verhältnis zu ihrem Mitbegründer klären. Denn auch wenn der kein überzeugter Nazi war, diente er sich dem Regime doch zum eigenen Vorteil in einer Weise an, die ihn nicht nur zum Mitläufer, sondern zum Mittäter machte.“
Nach dem Zweiten Weltkrieg wurde Lemmer zunächst dritter Vorsitzender des Freien Deutschen Gewerkschaftsbundes, bereits 1947 wurde er jedoch abgesetzt. Lemmer organisierte die Gemeindeverwaltung in Kleinmachnow nach Kriegsende. Im Jahr 1949 verließ er die Sowjetische Besatzungszone auf Anraten des deutsch-amerikanischen Beamten Ulrich Biel, siedelte nach West-Berlin über und wurde dort Chefredakteur der Tageszeitung Der Kurier.
Lemmer gehörte zu den Unterzeichnern des Gründungsaufrufs zum Kuratorium Unteilbares Deutschland, das am 14. Juni 1954 in Bad Neuenahr gegründet wurde. Er engagierte sich bei der Gründung der Deutsch-Israelischen Gesellschaft und wurde 1966 in deren erstes Kuratorium berufen. Von 1967 bis 1970 amtierte er als Evangelischer Vorsitzender der Berliner Gesellschaft für Christlich-Jüdische Zusammenarbeit. Am 28. April 1968 wurde er mit der Ernst-Reuter-Plakette ausgezeichnet.

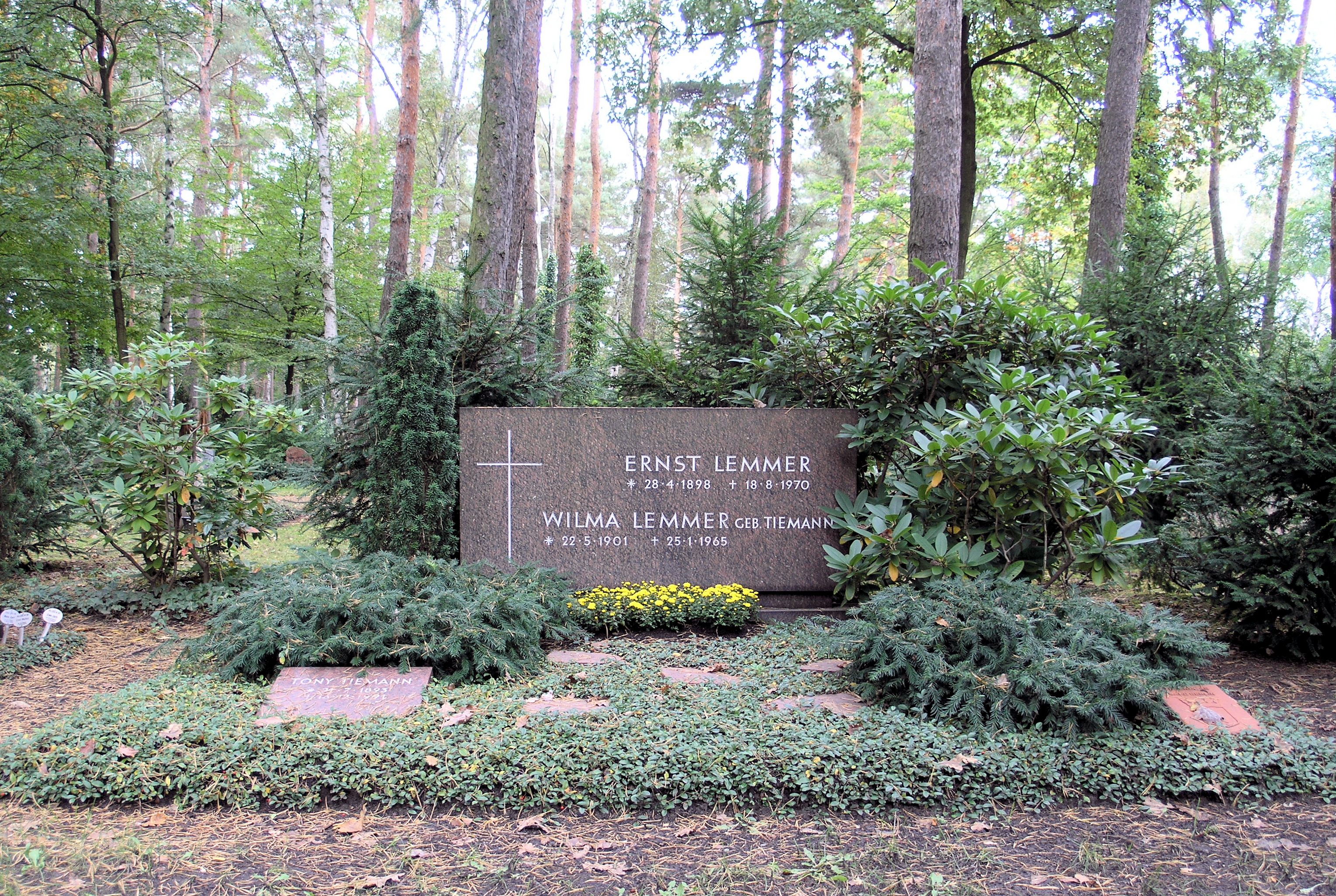
Ehrengrab, Potsdamer Chaussee 75, in Berlin-Nikolassee

Lemmer ist auf dem Waldfriedhof Zehlendorf in einem Ehrengrab des Landes Berlin beigesetzt. Nach ihm sind der Ernst-Lemmer-Ring in Berlin-Zehlendorf und Ernst-Lemmer-Straßen unter anderem in Düsseldorf und Marburg benannt. Sein Sohn Henning Lemmer war Bezirksstadtrat in Berlin-Steglitz und Mitglied des Abgeordnetenhauses von Berlin. Seine Tochter Ingeborg, eine Ärztin, war seit 1948 mit dem Fernsehjournalisten und ZDF-Moderator Gerhard Löwenthal (1922–2002) verheiratet, der das Dritte Reich als Jude im Berliner Untergrund überlebt hatte. Sein Neffe Gerd Ludwig Lemmer war Oberbürgermeister von Remscheid (1961–1963), nordrhein-westfälischer Minister für Bundesangelegenheiten (1962–1966) und Staatssekretär in verschiedenen Bundesministerien (1967–1969).

## Partei
Lemmer wurde im November 1918 Mitglied der Deutschen Demokratischen Partei (DDP). 1919 trat er dem Reichsbund der Deutschen Demokratischen Jugend (Jungdemokraten) bei. Während seines Studiums war er Vorsitzender des Deutschen Demokratischen Studentenbundes, ab 1924 Vorsitzender der Jungdemokraten. In diesem Amt gehörte er von 1924 bis 1930 dem Reichsvorstand der DDP an. Nach deren Umbenennung war er Mitglied im Reichsvorstand der Deutschen Staatspartei (DStP). Sein Eintreten für den umstrittenen Bau des Panzerschiffs A führte 1928 zu einer vor allem von Erich Lüth, einem entschiedenen Gegner der Aufrüstungspläne, initiierten Abwahlkampagne als Vorsitzendem der Jungdemokraten.
Nach dem Zweiten Weltkrieg war Lemmer einer jener, die von der ehemaligen DDP den Weg zur CDU nahmen und nicht zu einer der liberalen Nachfolgeparteien, die schließlich in der FDP aufgingen. Er gehörte zu den Mitbegründern der CDU. Am 4. Januar 1946 wurde er von der Sowjetischen Militäradministration zum 2. Vorsitzenden der CDU in der Sowjetischen Besatzungszone (SBZ) bestimmt, nachdem die bisherigen Vorsitzenden Andreas Hermes und Walther Schreiber wegen Widerstandes gegen die Bodenreform abgesetzt worden waren. Im selben Jahr war er an der Errichtung des Unionhilfswerkes in Berlin beteiligt, dessen heutiger Hauptsitz in der Richard-Sorge-Straße als Ernst-Lemmer-Haus inzwischen nach ihm benannt ist. Am 20. Dezember 1947 wurden er und der 1. Vorsitzende Jakob Kaiser von der Sowjetischen Militäradministration wegen ihres Widerstands gegen die Volkskongressbewegung abgesetzt. Gemeinsam mit Kaiser versuchte Lemmer von West-Berlin aus weiter in die ostdeutsche CDU zu wirken. Als dies immer weniger gelang, gründeten beide – gemeinsam mit anderen in Ostdeutschland entmachteten und geflohenen Christdemokraten – die Exil-CDU. Diese verstand sich als legaler Vorstand der CDU in der DDR, auch wenn sie dort nicht anerkannt wurde. Auf dem Gründungsparteitag der Bundes-CDU 1950 in Goslar wurde die Exil-CDU als Interessenvertretung der ostdeutschen Christdemokraten anerkannt und einem Landesverband gleichgestellt.
Von 1950 bis 1956 war Lemmer stellvertretender Landesvorsitzender, anschließend bis 1961 Vorsitzender des Landesverbandes der CDU in Berlin. Von 1961 bis zu seinem Tode 1970 war Lemmer schließlich Vorsitzender der Exil-CDU.

## Abgeordneter
1918 gehörte er dem Remscheider Arbeiter- und Soldatenrat an. Von Dezember 1924 bis November 1932 und März bis Juli 1933 war Lemmer Reichstagsabgeordneter. Am 23. März 1933 stimmte er zusammen mit den vier anderen Reichstagsabgeordneten der Deutschen Staatspartei (Hermann Dietrich, Theodor Heuss, Heinrich Landahl und Reinhold Maier) für das sogenannte Ermächtigungsgesetz.
Von 1946 bis 1949 gehörte Lemmer dem Brandenburgischen Landtag an, von 1950 bis zum 15. November 1969 dem Berliner Abgeordnetenhaus, wo er bis 1956 Vorsitzender der CDU-Fraktion war.
Dem Deutschen Bundestag gehörte Lemmer seit der Erhöhung der Zahl der Berliner Abgeordneten am 1. Februar 1952 bis zu seinem Tode an.
Am 16. November 1954 gab es den im Bundestag einmaligen Fall, dass zwei Fraktionskollegen gegeneinander um das Amt des Bundestagspräsidenten kandidierten: Lemmer trat, vorgeschlagen von dem FDP-Abgeordneten Hans Reif, gegen den „offiziellen“ CDU/CSU-Kandidaten Eugen Gerstenmaier an und verlor erst im dritten Wahlgang (Gerstenmaier: 204, Lemmer: 190, Enthaltungen: 15). Vom 12. Februar 1963 bis zum 19. Februar 1964 war er stellvertretender Vorsitzender der CDU/CSU-Fraktion.
Ab 1953 war Lemmer auch Delegierter zum Europarat.

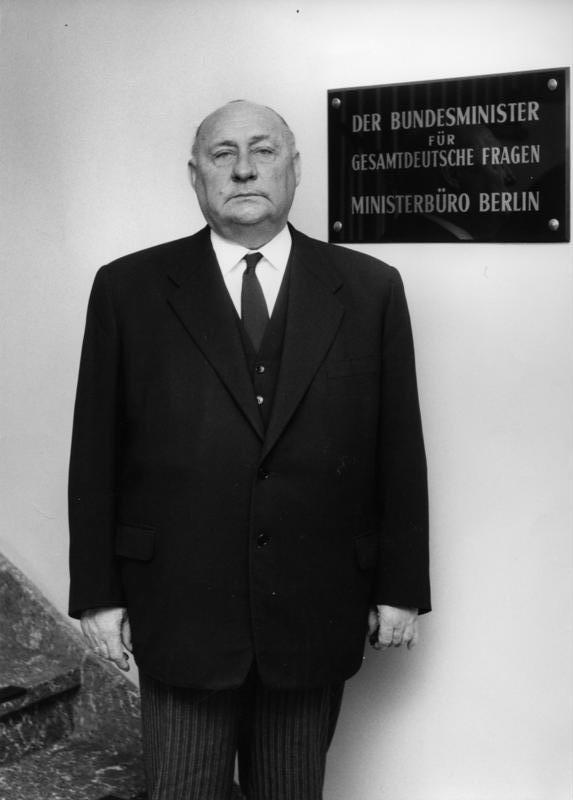
Lemmer 1961 als Bundesminister für Gesamtdeutsche Fragen

## Öffentliche Ämter
1945/46 war er Bürgermeister der brandenburgischen Gemeinde Kleinmachnow.
Vom 15. November 1956 bis 29. Oktober 1957 war er im zweiten Kabinett von Konrad Adenauer Bundesminister für das Post- und Fernmeldewesen, sodann vom 29. Oktober 1957 bis 11. Dezember 1962 Bundesminister für gesamtdeutsche Fragen. Von 19. Februar 1964 bis 26. Oktober 1965 war er im ersten Kabinett von Ludwig Erhard Bundesminister für Vertriebene, Flüchtlinge und Kriegsgeschädigte. Von 1966 bis 1969 amtierte Lemmer schließlich als Sonderbeauftragter des Bundeskanzlers Kurt Georg Kiesinger für Berlin.

## Ehrungen
- Ernst-Lemmer-Institut – Fördererkreis Junge Politik e. V.[14][15]
- Ernst-Lemmer-Haus

## Veröffentlichungen (Auswahl)
- Reparationslasten? Das Dawes-Gutachten und die innere Politik. In: Berliner Tageblatt. Wochen-Ausgabe für Ausland und Übersee. 25. September 1924, S. 1.
- Berlin am Kreuzweg Europas, am Kreuzweg der Welt. Verlag Haupt & Puttkammer, Berlin 1957.
- Der ungewollte Staat. Warum die Weimarer Republik scheiterte. In: Die politische Meinung. 12/1967, S. 46–53.
- Manches war doch anders. Erinnerungen eines deutschen Demokraten. Heinrich Scheffler Verlag, Frankfurt am Main 1968 (Neuauflage bei Langen Müller, München 1996).
- Skat-Taktik. Erfahrungen und Gedanken eines passionierten Skatspielers. Ass-Verlag, Leinfelden bei Stuttgart 1969.